# جورج كريستوف ليشتنبرغ
جورج كريستوف ليشتنبرغ (بالألمانية: Georg Christoph Lichtenberg) عالم وشاعر وكاتب ألماني. ولد عام 1742 في بالقرب من مدينة دارمشتادت ومات في عام 1799 في غوتينغن. كان ليشتنبرغ الابن الثامن عشر لأحد الجنرالات. ودرس الرياضة والعلوم في غوتينغن، وأصبح هناك في عام 1770 أستاذاً للطبيعة التجريبية. وفي عام 1775 أصبح أستاذاً للعلوم الطبيعية. واشتهر ليشتنبرغ بأقواله المأثورة.

## حياته
ولد جورج كريستوف ليشتنبرغ في أوبر-رامشتات قرب دارمشتات، لاندغريفية هسن دارمشتات. كان الأصغر من بين 17 ابنًا لوالده جوهان كونراد ليشتنبرغ، الذي كان قسيسًا يترقى في المناصب الكنسية، ليصبح في النهاية راعي مدينة دارمشتات. على العكس من رجال الكنيسة في ذلك الوقت، كان يمتلك قدرًا لا بأس به من المعرفة العلمية. درس ليشتنبرغ الابن في منزل أهله حتى سن العاشرة، حين التحق بالمدرسة اللاتينية (لاتاينشوله) في دارمشتات. برز ذكاؤه بوضوح في سن مبكرة. أراد أن يدرس الرياضيات، ولكن عائلته لم تتمكن من تحمل تكاليف دروسه. في عام 1762، تقدمت والدته بطلب للادفيغ الثامن، للندغريفية هسن دارمشتات، الذي منحهم التمويل الكافي. في عام 1763، دخل ليشتنبرغ جامعة غوتنغن.
في عام 1769 أصبح أستاذًا استثنائيًّا في الفيزياء، وبعد ستة أعوام أصبح أستاذًا مكرسًا (عاديًّا). احتفظ بهذا المنصب حتى وفاته. دعاه تلاميذه إلى إنجلترا فزارها مرتين، من الفصح إلى بداية الصيف عام 1770 ومن أغسطس1774 حتى عيد الميلاد 1775، حيث لاقاه جورج الثالث والملكة شارلوت بحسن الضيافة. جال بالملك في المرصد الملكي في ريتشموند، حين اقترح عليه الملك أن يصبح أستاذًا للفلسفة. التقى أيضًا مشاركين برحلات كوك. أعجبته بريطانيا العظمى، وأصبح فيما بعد معروفًا بحبه للإنجليز.
من أول العلماء الذين عرضوا تجارب باستخدام أدوات في محاضراتهم، وكان ليشتنبرغ شخصًا محبوبًا ومحترمًا في الأوساط الثقافية. حافظ على علاقات مع معظم الشخصيات البارزة في تلك الحقبة، ومن بينهم كانت وغوته في عام 1784، وقد زار أليساندرو فولتا غوتينغن خصوصًا لرؤيته والاطلاع على تجاربه. وقد جلس الرياضي كارل فريدريك غاوس في محاضراته.  في عام 1973، انتخب عضوًا في الجمعية الملكية.
كان ليشتنبرغ يقع في آفة المماطلة. لم ينجح في إطلاق أول منطاد هيدروجين. كان دومًا يحلم بكتابة رواية على مثال رواية فيلدينغ توم جونز، ولكنه لم ينجح في إنهاء أكثر من بضع صفحات. كان من أوائل الذين أتوا بمانعة الصواعق التي ابتكرها بنجامين فرانكلين إلى ألمانيا بتركيبها في منزله وعلى أسقف حديقته.
صار ليشتنبرغ أحدبًا في طفولته بسبب تشوه في عموده الفقرية ناتج عن سقطة. جعله هذا شديد القصر، حتى بمعايير القرن الثامن عشر. مع مرور الزمن، أصبح هذا التشوه أسوأ، ما أثر في النهاية على وظائفه التنفسية.

### حياته الشخصية
كان لليشتنبرغ العديد من التجارب الغرامية. كانت معظم النساء من عوائل فقيرة. في عام 1777، التقى بماريا ستيشارد، وكان عمرها آنذاك 13 عامًا، وقد عاشت بعدها مع الأستاذ بشكل دائم بعد عام 1780. توفيت عام 1782. حولت علاقتهما إلى عمل روائي من قبل غيرت هوفمان، وقد ترجمه ابنه مايكل هوفمان إلى الإنجليزية بعنوان ليشتنبرغ وبائعة الزهور الصغيرة.
في عام 1783 -السنة التالية- التقى ليشتنبرغ مارفريت كلنر (1768-1848). تزوجها في عام 1789، ليعطيها راتبه التقاعدي؛ إذ كان يظن أنه سيموت قريبًا. أنجبا ستة أطفال وعاشت بعده 49 عامًا.
في عام 1799، توفي ليشتنبرغ في غوتنغن بعد مرض دام مدة قصيرة أصابه عن عمر 56 سنة.

## أعماله
- ملاحظات ذات مضامين مختلفة «Bemerkungen vermischten»، ظهرت عام 1889، في شكل الأقوال المأثورة في عام 1902.